# Torre de Tocón
La Torre de Tocón, también conocida como Torre de Clementino, es un castillo rural situado en el centro de la localidad española de Tocón, en la provincia de Granada.

## Descripción
Se trata de una torre de mampostería, con planta rectangular y desarrollo troncopiramidal, con refuerzo de sillares en las esquinas. Está totalmente embutida en el caserío urbano, e integrada en una vivienda. Tiene tres plantas y un acceso abovedado a la azotea, donde se aprecian restos de un parapeto almenado. dispone de una ventana en el tercio superior.

## Datación
Por su situación, en una zona llana y poblada, no debió formar parte del sistema de torres vigía asociado a los castillos de Íllora y de Montefrío, sino más bien se corresponde con la torre de una alquería murada. No obstante, tiene conexión visual con la Torre-atalaya de los Guzmanes.
Se ha datado en época del Reino de Granada, por sus características constructivas.